# Пионерский (Мордовия)
Пионе́рский — посёлок в Зубово-Полянском районе Мордовии. Входит в состав Сосновского сельского поселения.

## География
Расположен на левом берегу реки Виндрей, в 1,5 км к северо-западу от посёлка Сосновка.

## Население
| 2002 | 2010 |
| ---- | ---- |
| 24   | ↘12  |

Национальный состав
Согласно результатам Всероссийской переписи населения 2002 года, в национальной структуре населения мордва-мокша составляли 37 %, русские — 42 %.